# Arnaldo Catinari
Arnaldo Catinari, né à Bologne (Italie) le 9 janvier 1964, est un directeur de la photographie, réalisateur et scénariste italien.

## Filmographie

### Comme directeur de la photographie
- 1986 : El hombre de la multitud
- 1992 : Dall'altra parte del mondo
- 1992 : El infierno prometido
- 1992 : La casa rosa
- 1993 : Supplì
- 1994 : La vera vita di Antonio H.
- 1995 : Entre vías
- 1995 : Hábitos
- 1995 : Tascheninhalt und Nasenbluten
- 1995 : Pugili de Lino Capolicchio
- 1996 : Blindgänger
- 1996 : El ramo de flores
- 1996 : El buscador
- 1996 : Alma gitana
- 1996 : Coro de ángeles
- 1996 : La vida privada
- 1996 : Ritratti d'autore (série TV)
- 1996 : Baci proibiti
- 1997 : El origen del problema
- 1997 : Todo, todo, todo, todo
- 1997 : El pliegue del hipocampo
- 1997 : Perdona bonita, pero Lucas me quería a mí de Dunia Ayaso et Félix Sabroso
- 1998 : La stanza dello scirocco
- 1998 : Girotondo, giro intorno al mondo
- 1998 : Insomnio
- 1998 : Spanish Fly
- 1998 : Radiofreccia
- 1998 : Casting
- 1998 : Ecco fatto
- 1999 : Piccole cose di valore non quantificabile
- 1999 : Ormai è fatta!
- 1999 : Gli amici di Sara (TV)
- 1999 : Comme toi... (Come te nessuno mai) de Gabriele Muccino
- 1999 : Il pesce innamorato
- 2000 : Une nuit avec Sabrina Love (Una noche con Sabrina Love) d'Alejandro Agresti
- 2000 : Almost Blue d'Alex Infascelli
- 2000 : Demande-moi si je suis heureux (Chiedimi se sono felice) d'Aldo, Giovanni et Giacomo et Massimo Venier
- 2001 : Vers la révolution en 2 CV (Alla rivoluzione sulla due cavalli) de Maurizio Sciarra
- 2001 : Luce dei miei occhi de Giuseppe Piccioni
- 2001 : Senza filtro
- 2002 : My Name Is Tanino de Paolo Virzì
- 2002 : Il mare non c'è paragone
- 2002 : Un Aldo qualunque
- 2002 : La leggenda di Al, John e Jack
- 2003 : La Felicita, le bonheur ne coûte rien (La felicità non costa niente) de Mimmo Calopresti
- 2003 : Il posto dell'anima
- 2003 : Caterina va en ville (Caterina va in città) de Paolo Virzì
- 2004 : Agata e la tempesta de Silvio Soldini
- 2004 : Die Josef Trilogie
- 2004 : La vita che vorrei de Giuseppe Piccioni
- 2005 : La separazione
- 2005 : Cose da pazzi
- 2006 : Le Caïman (Il caimano) de Nanni Moretti
- 2006 : H2Odio d'Alex Infascelli
- 2006 : L'aria salata
- 2007 : Nero bifamiliare
- 2007 : Bus de nuit (Notturno bus) de Davide Marengo (it)
- 2007 : Piano, solo de Riccardo Milani
- 2008 : Parlami d'amore de Silvio Muccino
- 2008 : I demoni di San Pietroburgo de Giuliano Montaldo
- 2008 : L'uomo che ama de Maria Sole Tognazzi
- 2008 : Pashmy Dream
- 2008 : Jeux pervers (Un gioco da ragazze) de Matteo Rovere
- 2009 : Imago mortis de Stefano Bessoni
- 2009 : Le Rêve italien (Il grande sogno) de Michele Placido
- 2009 : Alza la testa
- 2010 : Senza tempo
- 2010 : Encore un baiser (Baciami ancora) de Gabriele Muccino
- 2010 : L'Ange du mal (Vallanzasca - Gli angeli del male) de Michele Placido
- 2010 : The Unmaking of (O cómo no se hizo)
- 2011 : Scialla! de Francesco Bruni
- 2011 : Missione di pace
- 2011 : L'industriale de Giuliano Montaldo
- 2012 : Le Guetteur de Michele Placido
- 2012 : Itaker - Vietato agli italiani
- 2013 : Buongiorno papà d'Edoardo Leo
- 2013 : Je voyage seule (Viaggio sola) de Maria Sole Tognazzi
- 2013 : Something Good: The Mercury Factor
- 2014 : Anita B.
- 2014 : Una donna per amica
- 2014 : Noi 4 de Francesco Bruni
- 2014 : Je t'aime trop pour te le dire (Ti amo troppo per dirtelo) (téléfilm)
- 2015 : La scelta
- 2015 : Mia madre de Nanni Moretti
- 2015 : Io e lei de Maria Sole Tognazzi
- 2015 : Loro chi?
- 2016 : 7 minuti de Michele Placido
- 2016 : L'abbiamo fatta grossa de Carlo Verdone
- 2017 : Piccoli crimini coniugali d'Alex Infascelli
- 2018 : L'amore, il sole e l'altre stelle

### Comme réalisateur et scénariste
- 1992 : Dall'altra parte del mondo